# Alexandre Martineau de Soleinne
Alexandre Martineau de Soleinne est un collectionneur et amateur de théâtre français né en 1784 et mort le 11 octobre 1842.

## Biographie
Passionné de théâtre sous toutes ses formes et de toutes les époques, Soleinne a voué sa vie à compléter sa bibliothèque dramatique : si celle du duc de La Vallière rejoignit presque entièrement la Bibliothèque de l'Arsenal, celle du comte de Pont-de-Veyle fut acquise par le duc d'Orléans qui en fit présent à sa maîtresse Madame de Montesson. À la mort de celle-ci, en 1806, son héritier le comte de Valence en devient propriétaire. Après sa mort, Soleinne saisit l'occasion de l'acquérir en 1823 et il la complète avec de nombreuses pièces rares qu'il traque sans relâche : il remplace les exemplaires défectueux ou ordinaires par des exemplaires en parfaite condition, il acquiert toutes les éditions manquantes d'une même pièce ou d'un même ouvrage, il veut que sa bibliothèque soit le « répertoire universel du théâtre ». Brunet la cite en exemple et Bauzonnet répare et relie les exemplaires défectueux.
Un an après la mort de Soleinne, l'érudit Paul Lacroix est chargé de rédiger le catalogue de vente de la bibliothèque, forte de plus de 5 000 articles, totalisant plus de 50 000 pièces, études et pamphlets. Ce catalogue constitue alors un modèle du genre en termes de catalographie, modèle qui inspirera Dewey pour sa classification des livres.
Arthur Dinaux a relevé que les ouvrages libres (parmi lesquels figurait le manuscrit des Mémoires de l'Académie de Drevenich illustré par Pierre Victor de Besenval) faisant partie de la bibliothèque de Soleinne ne furent pas mis aux enchères et ont été détruits par les héritiers du bibliophile.
Le reste de la prestigieuse collection fut mis en vente en 1845 ; la Bibliothèque nationale de France et celle de l'Arsenal firent l'acquisition d'une majorité des pièces.

## Note
1. ↑  Qu'il ne faut pas confondre avec l'écrivain et dramaturge Jacques Martineau de Solleyne, auteur de Stances à la duchesse de Lorraine, Paris, 1718.
2. ↑  Registre journalier d'inhumations au cimetière du Montparnasse, vue 7/31.
3. ↑  Arthur Dinaux, Les sociétés badines, bachiques, littéraires et chantantes, leur histoire et leurs travaux, Bachelin-Deflorenne, Paris, 1867, page 248.